# Puertasaurus
Puertasaurus ist eine Gattung sehr großer sauropoder Dinosaurier aus der Gruppe der Titanosauria. Bisher sind lediglich sehr fragmentarische Fossilien bekannt, die aus der späten Oberkreide (frühes Maastrichtium) der   argentinischen Provinz Santa Cruz stammen. Einzige Art ist Puertasaurus reuili.

## Beschreibung
Bemerkenswert an den gefundenen Wirbeln ist ihre Größe. Der gefundene Halswirbel, wahrscheinlich Halswirbel 9, hat eine größte diagonale Größe von 140 Zentimetern und ist 118 Zentimeter lang – nur die des Brachiosauriden Sauroposeidon sind länger. Der Rückenwirbel ist mit einer Höhe von 106 Zentimetern und einer Breite von 168 Zentimetern breiter als jeder andere Sauropodenwirbel. Puertasaurus gehörte zusammen mit Argentinosaurus und Antarctosaurus zu den größten Sauropoden der Oberkreide. Alle drei Gattungen lebten in Südamerika.

## Fund
Der einzige bekannte Fund (Holotyp, Exemplarnummer MPM-10002) stammt aus den Schichten der Pari-Aike-Formation bei Cerro Los Hornos. Er besteht lediglich aus vier nicht im anatomischen Zusammenhang aufgefundenen Wirbeln: einem Halswirbel, einem vollständig erhaltenen Rückenwirbel und den Wirbelkörpern von zwei mittleren Schwanzwirbeln. Somit sind etwa 3 % des gesamten Skeletts bekannt. Diese Fossilien wurden in situ in Linsen aus feinkörnigem, grauen Sandstein zusammen mit karbonisierten Pflanzenresten gefunden. Weitere Dinosaurier der Pari-Ake-Formation schließen den basalen Iguanodonten Talenkauen sowie einen bis heute unbeschriebenen tetanuren Theropoden mit ein.
Puertasaurus reuil ist nach den Entdeckern und Präparatoren der Fossilien, Pablo Puerta und Santiago Reuil, benannt worden.

## Systematik
Puertasaurus wird von den Erstbeschreibern anhand von Merkmalen der Wirbel den Titanosauridae zugeordnet. Wahrscheinlich war er ein basaler (ursprünglicher) Titanosauridae. Andere Forscher sehen die Bezeichnung Titanosauridae als ungültig an und verwenden stattdessen die Bezeichnung Lithostrotia.